# Salemi
Salemi (sicilià Salemi) és un municipi italià, dins de la província de Trapani. L'any 2007 tenia 11.254 habitants. Limita amb els municipis de Calatafimi Segesta, Castelvetrano, Marsala, Mazara del Vallo, Gibellina, Santa Ninfa, Trapani i Vita.

## Fills il·lustres
- Alberto Favara (1863-1923), músic i pedagog.

## Administració
| Període | Identitat       | Partit |
| ------- | --------------- | ------ |
| 2008-   | Vittorio Sgarbi | Centre |